# 3570 Уєесунь
3570 Уєесунь (3570 Wuyeesun) — астероїд головного поясу, відкритий 14 грудня 1979 року.
Тіссеранів параметр щодо Юпітера — 3,212.
Названо на честь У Єесуня (кит.: 伍宜孫), майстра бонсаю.